# Nambikwara do Campo
Nambikwara do Campo, grupa plemena brazilskih Indijanaca porodice Nhambicuaran, naseljenih na Chapada dos Parecis, danas na rezervatu Tirecatinga u državi Mato Grosso. Podijeljeni su na sljedeće skupine: Munduka, Siwaihsú, Hingutdésú, Niyahlósú, Kitaunlhú, Juina Kitaunlhú, Sawedndésú, Halótésú, Downstream Halótésú, Wakalitdésú, Âigngùtdésú, Nandésú,Kwalinsàdndésú, Yódunsú, Erahidaunsú,Âladndésú, Akakatdésú, Wâikatdésú, Wasùhsú, i Katditalhú.
Plemena ili lokalne skupine Halotesu, Kithaulu (Kithaulhu), Wakalitesu i Sawentesu govorne vlastitim dijalektima. Jezićno pripadaju skupini Nambikwara do Sul.